# 파이어아일랜드

파이어아일랜드

파이어아일랜드(Fire Island)는 미국 롱아일랜드 남단에 위치한 섬으로, 뉴욕주 서퍽군에 해당한다.